# Giuseppe Antonio Orelli

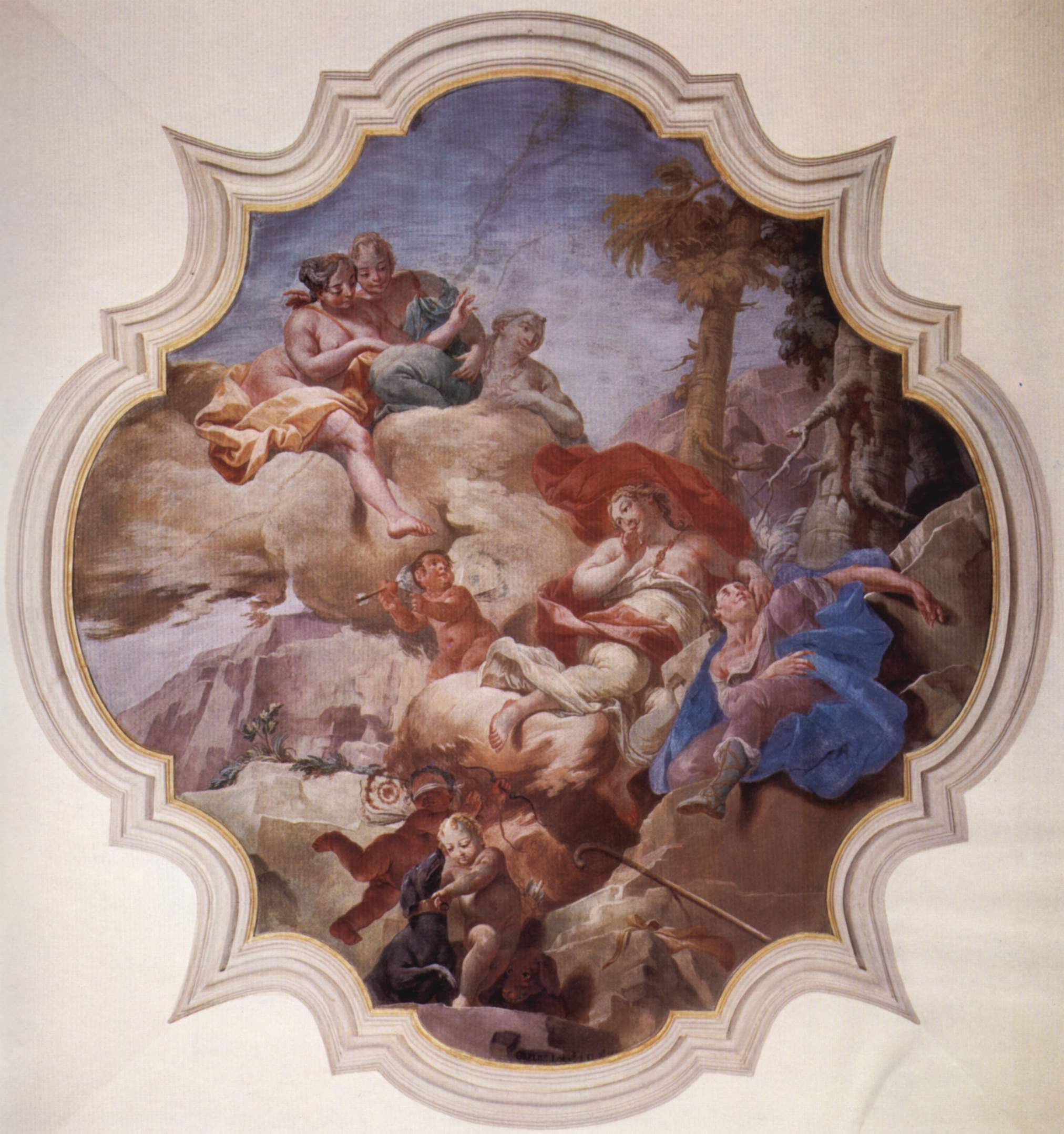
Palazzo Riva

Giuseppe Antonio Orelli, o Giuseppe Antonio Felice (Locarno, 13 febbraio 1706 – Locarno, 1776), è stato un pittore svizzero-italiano.

## Biografia
Giuseppe Antonio Orelli era figlio d'arte, il padre Antonio Baldassarre, pittore, e la madre Annunciata Maria Teresa Tuone (o Tuoni) figlia del pittore milanese Federico, imparò l'arte del disegno fin da piccolo. Nel 1720 si trasferì a Milano e raggiunse il nonno che era membro dell'Accademia ambrosiana, ma non si ha documentazione della sua formazione alla guida di Giovan Battista Sassi, anche se le prime sue opere locarnesi sono sicuramente caratterizzate da questo incontro.
Nel 1742 l'Orelli tornò a Locarno dove sposò Maria Gerolamo de' Leoni, con lei ebbe i figli Baldassarre,  Vincenzo Angelo e Maria Caterina Annunziata che continuarono l'attività artistica di pittori presso la sua bottega. Non si trova documentazione neppure del suo incontro con Giambattista Tiepolo, ma sicuramente lo studio delle sue opere, che erano molto diffuse nel Canton Ticino, influenzarono le sue qualità artistiche.
La sua attività di pittore si sviluppò prevalentemente a Bergamo dove aprì una bottega in borgo San Leonardo,, il ciclo di affreschi con figure allegoriche sul soffitto e sulla cupola della chiesa di chiesa di San Benedetto è una delle opere considerate di maggiore pregio.
La sua attività proseguì nella bottega con i figli Baldassarre e Vincenzo Angelo,  alcune sue tele e affreschi sono sicuramente dipinti a più mani.

## Opere
- 1735 Selene ed Emdimione palazzo Riva a Lugano, ora Banca della Svizzera italiana;
- 1737 La Circoncisione pala d'altare parrocchiale di Arcegno;
- 1742 affreschi della cappella meridionale del transetto della Collegiata di Sant'Antonio Abate di Locarno;[8]
- 1746 14 stazioni della Via Crucis per la chiesa di S. Maria della Pace di Alzano Lombardo, perdute;
- 1750  decorazione dei fregi di varie sale di palazzo Trotti, poi municipio, a Vimercate[9];
- affreschi per la parrocchiale di S. Giovanni Battista di Volpiano, perduti;
- Nascita del Battista  la Predica del Battista e la Decollazione del Battista per la chiesa di S.Giovanni Battista di Volpiano;
- 1751 il Ritratto di Alessandro, il Ritratto di Angela Pomerio collezione privata:
- 1754 ciclo di affreschi S. Bartolomeo davanti al tiranno, il Martirio di s. Bartolomeo e la Gloria di s. Bartolomeo cappella di S. Bartolomeo a Bergamo;
- 1754 15 oli su tela raffiguranti i Misteri del Rosario chiesa di s. Bartolomeo di Bergamo[10];
- 1755 S. Teresa in estasi e s. Luigi Gonzaga  chiesa di S. Lazzaro Bergamo;
- 1757 Gloria della Vergine con s. Scolastica e s. Benedetto, sulla cupola, la Gloria dei santi benedettini e la Gloria di s. Scolastica;
- 1757 Ciclo di affreschi eseguito all' interno del santuario di Santa Maria del Sasso in Cortenuova comprendente: "La fuga in Egitto", "Ascensione di nostro Signore", "San Giovanni Evangelista", "San Matteo Evangelista", "San Marco Evangelista", "San Luca Evangelista", "Davide Re", "Angeli e Profeti".
- 1760 circa affresco Apollo e le Muse e l'Allegoria mitologica palazzo Terzi Bergamo nella biblioteca e scalone, difficile attribuirne l'opera al Giuseppe Antonio o al figlio Vincenzo Angelo;
- 1760 Madonna di Caravaggio Castel San Pietro.
- 1760 Liberazione di s. Pietro ed Episodi della Passione chiesa di Scanzorosciate;
- 1760 il Padre Eterno in gloria, il Sacrificio di Noè, il Sacrificio di Melchisedec, il Sacrificio di Abramo e il Sacrificio di Zaccaria ciclo di affreschi per la cupola della chiesa parrocchiale di Nembro;
- 1763 circa Liberazione di san Pietro e Gesù che scaccia i mercanti dal tempio sempre per la chiesa si Scanzorosciate;
- 1770 affreschi  la Trinità in gloria con la Vergine e i santi della volta del presbiterio di Scanzorosciate;
- 1770 affreschi nella volta ellittica del presbiterio; l'Annunciazione di Maria; evangelisti nella chiesa arcipretale di Santo Stefano a Fara Olivana con Sola;
- Abramo e i tre angeli Rovetta conservata nella Fondazione Fantoni;
- Scene della vita di sant'Antonio nella chiesa chiesa di Sant'Antonio di Ardesio[11];
- Estasi di san Francesco in adorazione del crocifisso  nella sagrestia della parrocchiale dei Santi Faustino e Giovita di Villa d'Almè;
- San Luigi Gonzaga sagrestia della chiesa di San Lorenzo a Zogno;